# داشا پولانکو
داشا پولانکو (به انگلیسی: Dascha Polanco) (زاده ۳ دسامبر ۱۹۸۲) بازیگر دومینیکنی-آمریکایی است.
از فیلم‌های معروف او می‌توان به بازی در فیلم پینه دوز اشاره کرد.